# Jaidhof
Jaidhof je obec v Rakousku ve spolkové zemi Dolní Rakousy v okrese Kremže. V místním zámku sídlí vedení rakouského distriktu Kněžského bratrstva sv. Pia X. Pořádají se zde četné akce pro věřící z celého distriktu, včetně věřících z České republiky.

## Geografie

### Geografická poloha
Jaidhof se nachází ve spolkové zemi Dolní Rakousy v regionu Waldviertel. Leží 15 km severozápadně od okresního města Kremže a v bezprostřední blízkosti se jižně rozkládá město Gföhl. Rozloha území obce činí 44,79 km², z nichž 45,2 % je zalesněných.

### Městské části
Území obce Jaidhof se skládá z pěti částí (v závorce uveden počet obyvatel k 1. 1. 2020):
- Eisenbergeramt (256)
- Eisengraben (256)
- Eisengraberamt (226)
- Jaidhof (384)
- Schiltingeramt (90)

### Sousední obce
- na severu: Krumau am Kamp, St. Leonhard am Hornerwald
- na východu: Langenlois
- na jihu: Gföhl
- na západu: Rastenfeld

## Politika

### Obecní zastupitelstvo
Obecní zastupitelstvo se skládá z 19 členů. Od komunálních voleb v roce 2020 zastávají následující strany tyto mandáty:
- 15 ÖVP
- 4 SPÖ

### Starosta
Nynějším starostou obce Jaidhof je Franz Aschauer ze strany ÖVP.

## Galerie

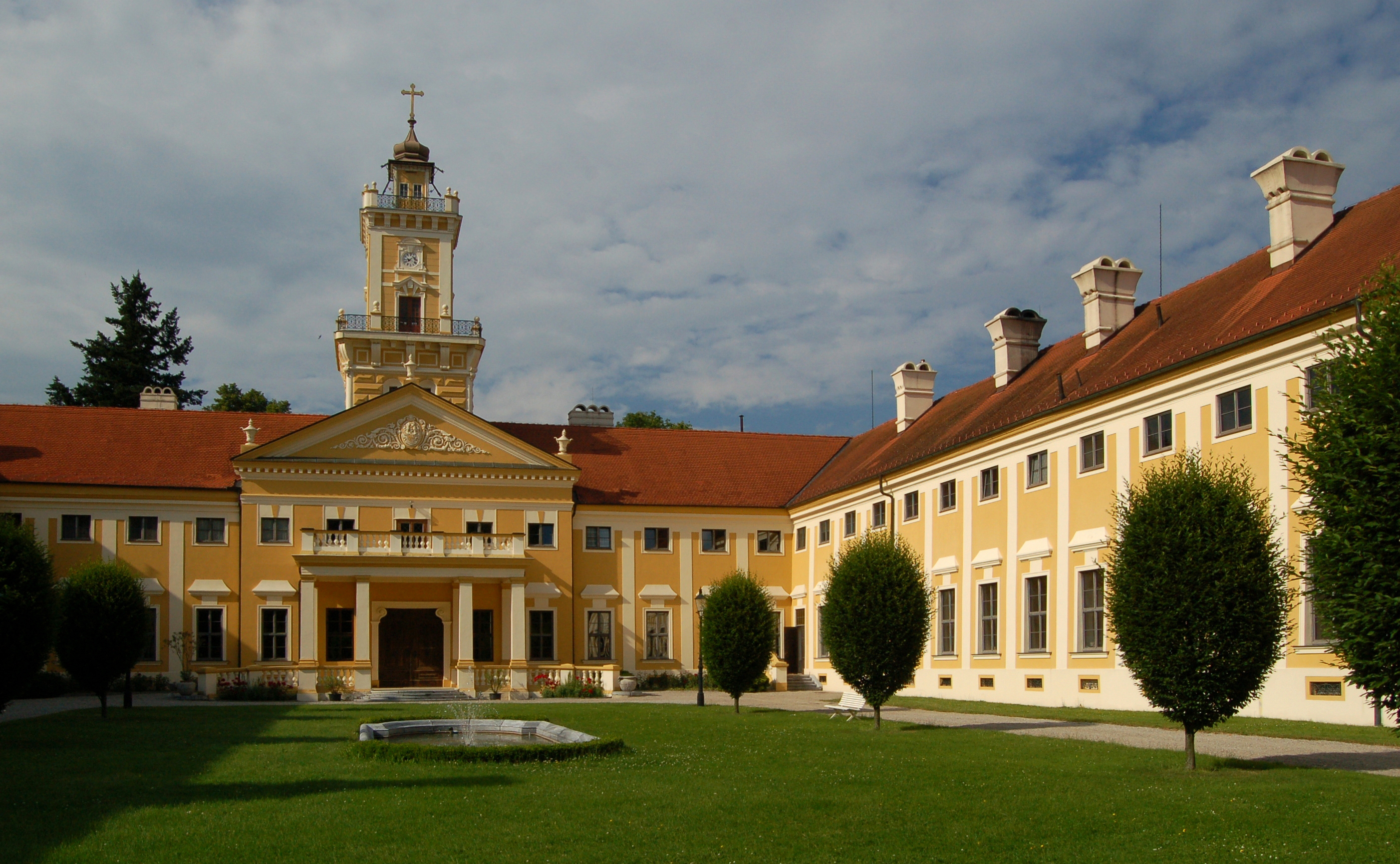
Zámek Jaidhof
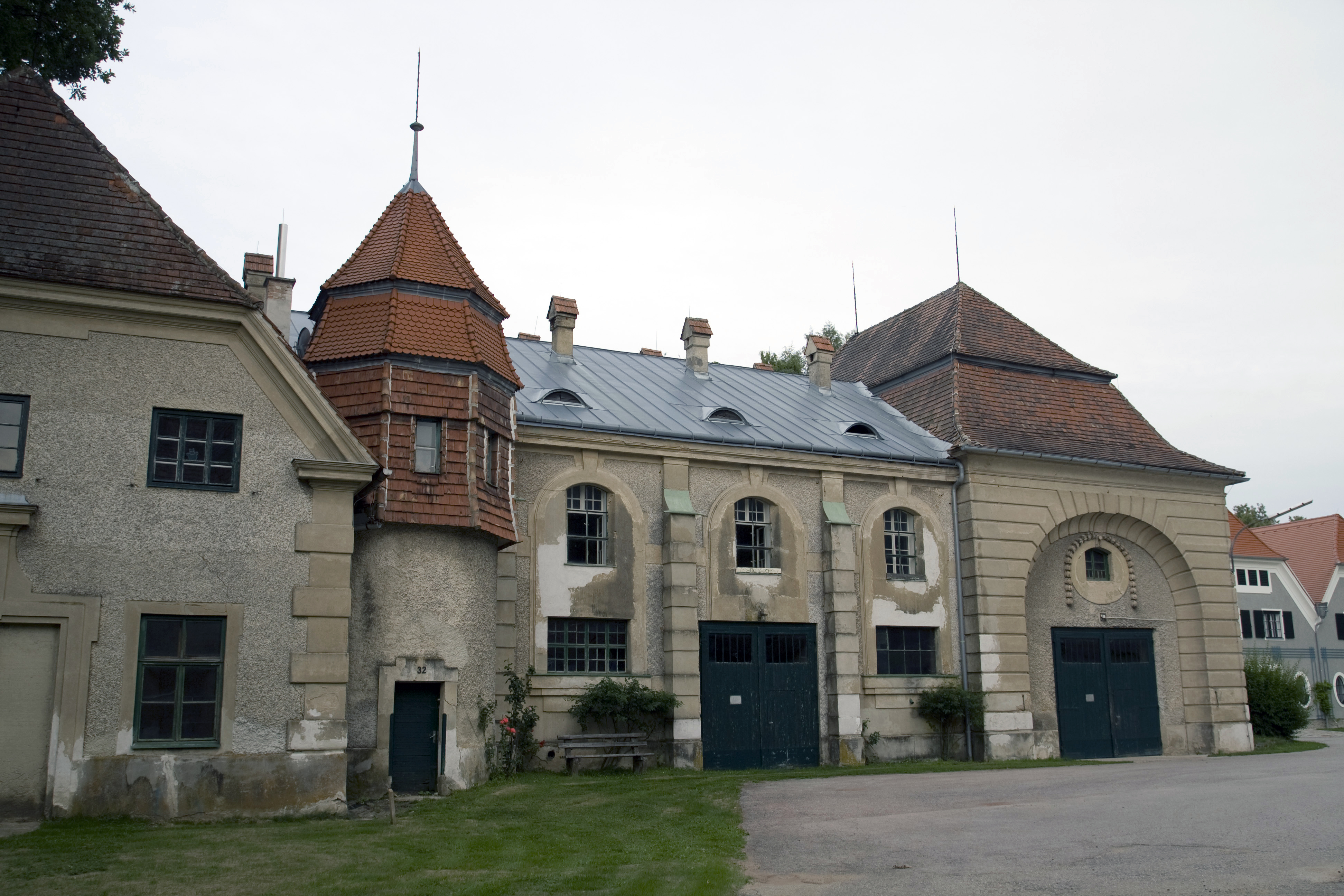
Jízdárna v Jaidhofu
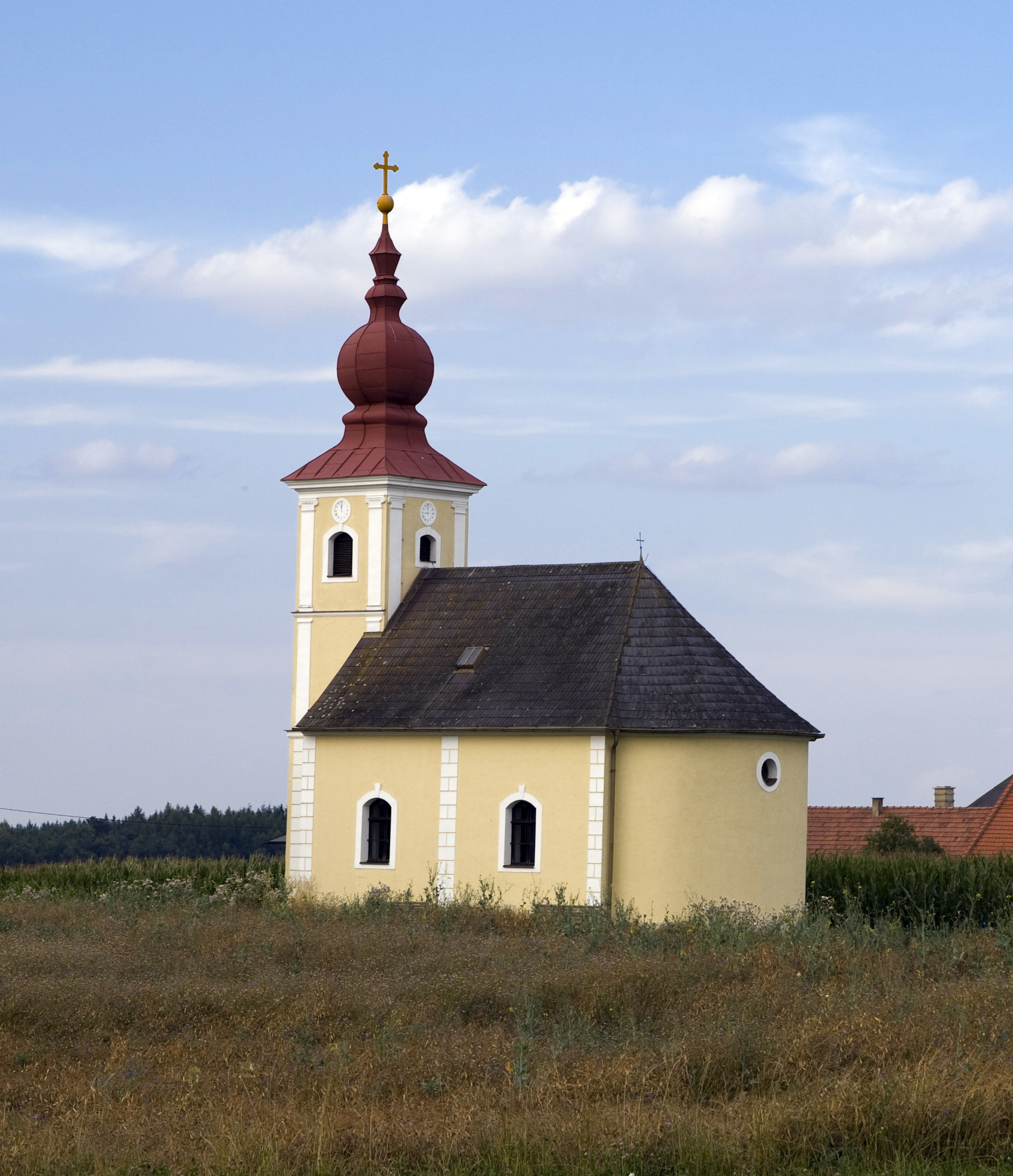
Kaple v Eisengraberamt
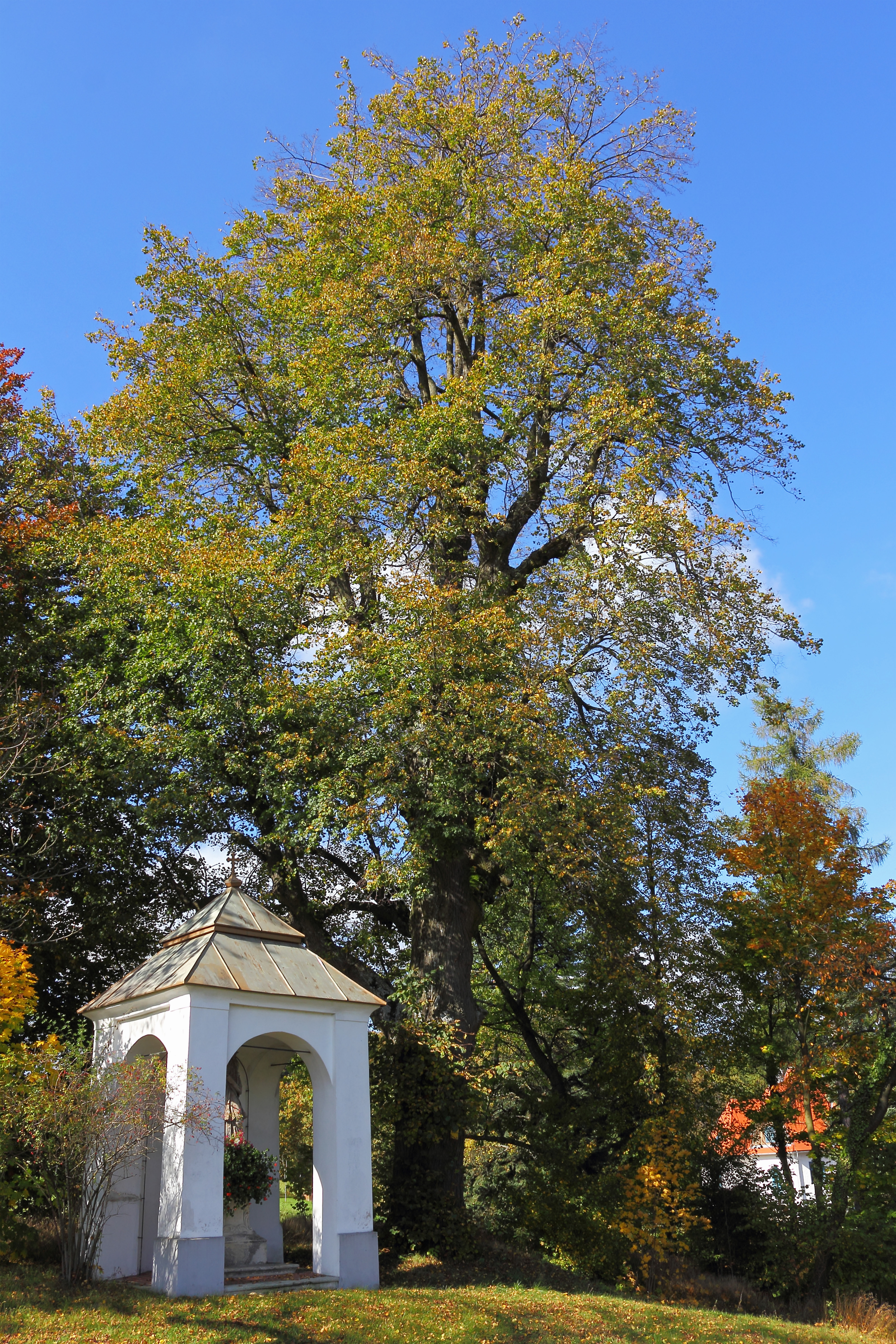
Kaplička v okolí Jaidhofu
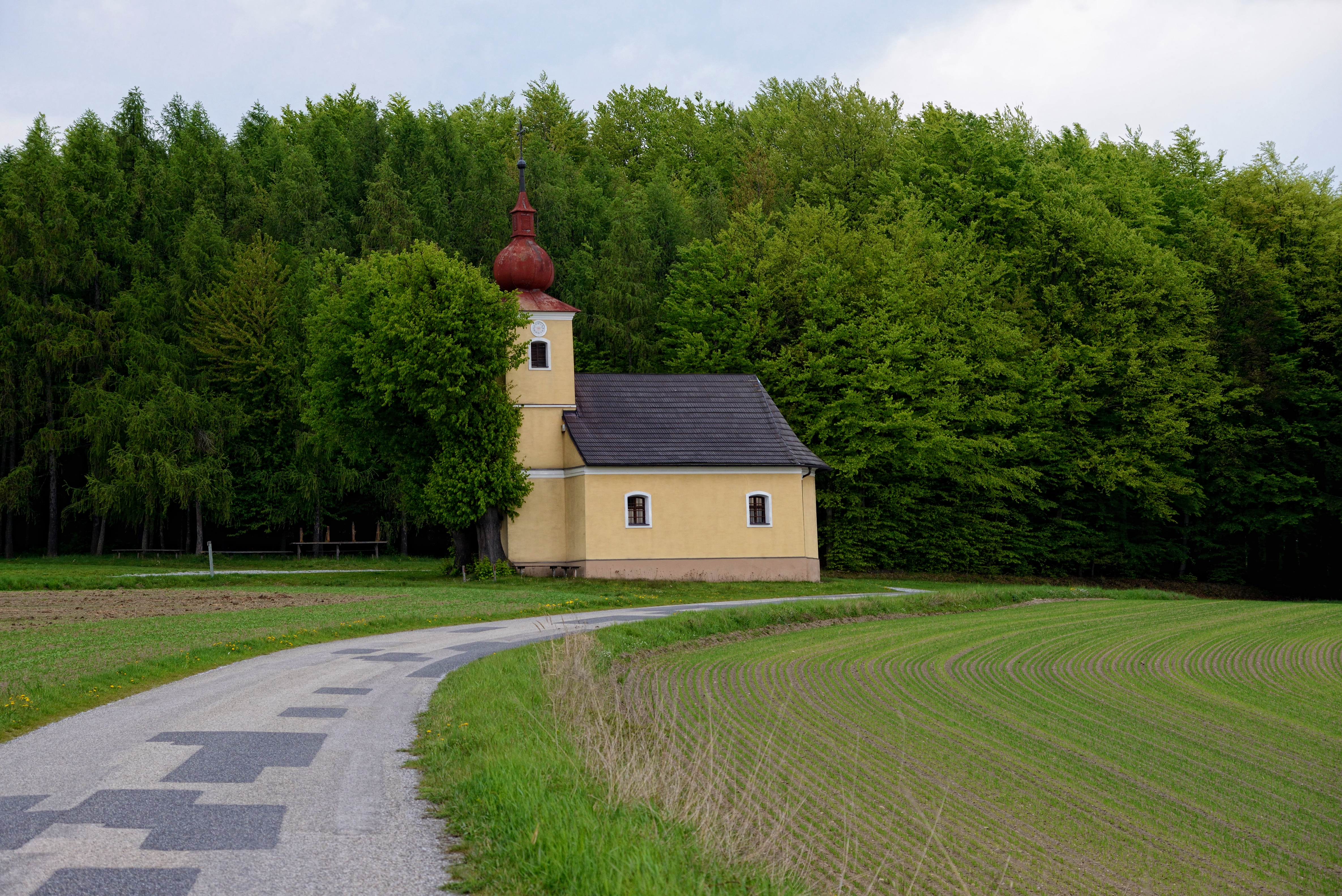
Kaple sv. Floriána v Eisengraberamt
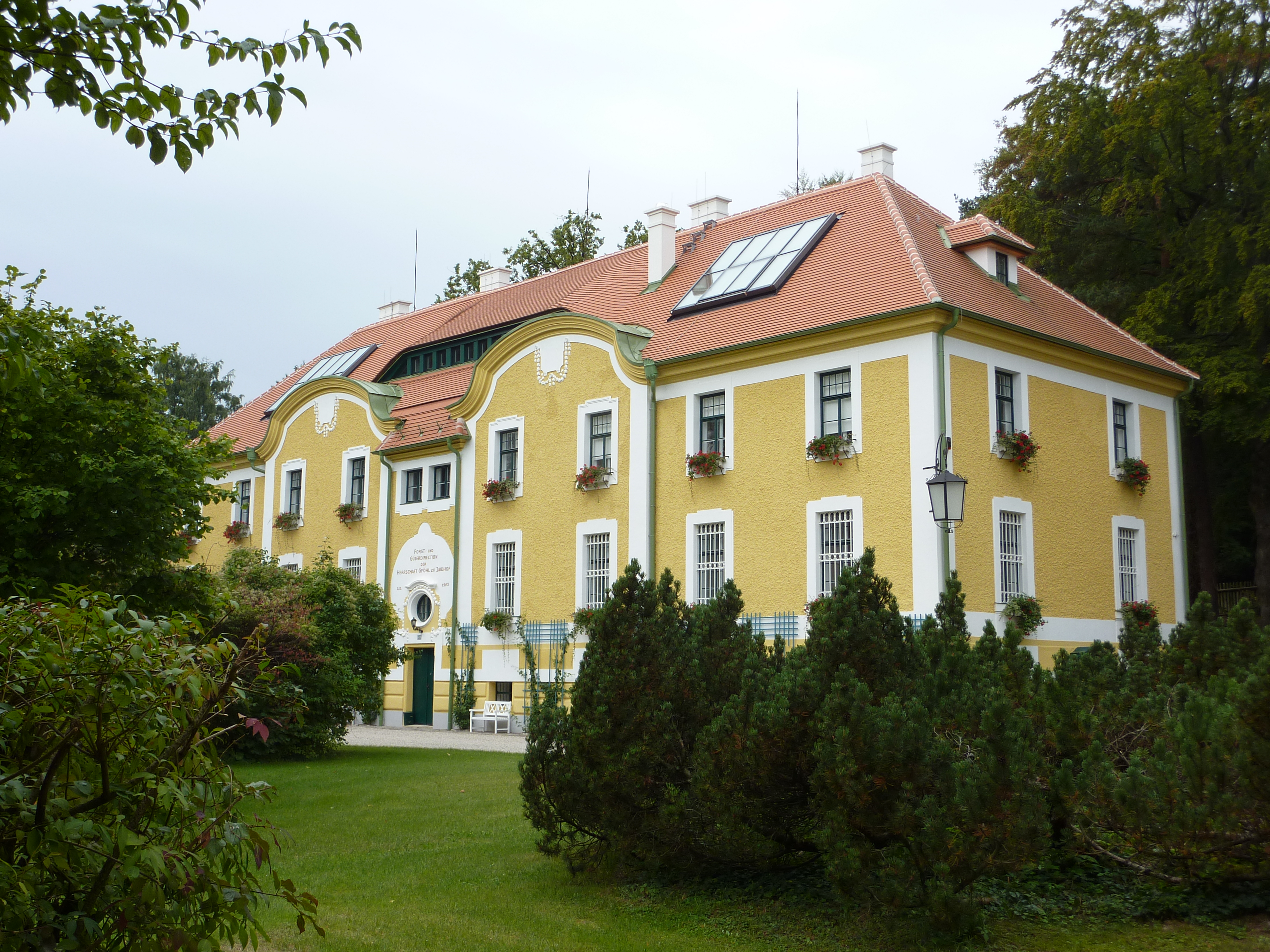
Lesní ředitelství v Jaidhofu
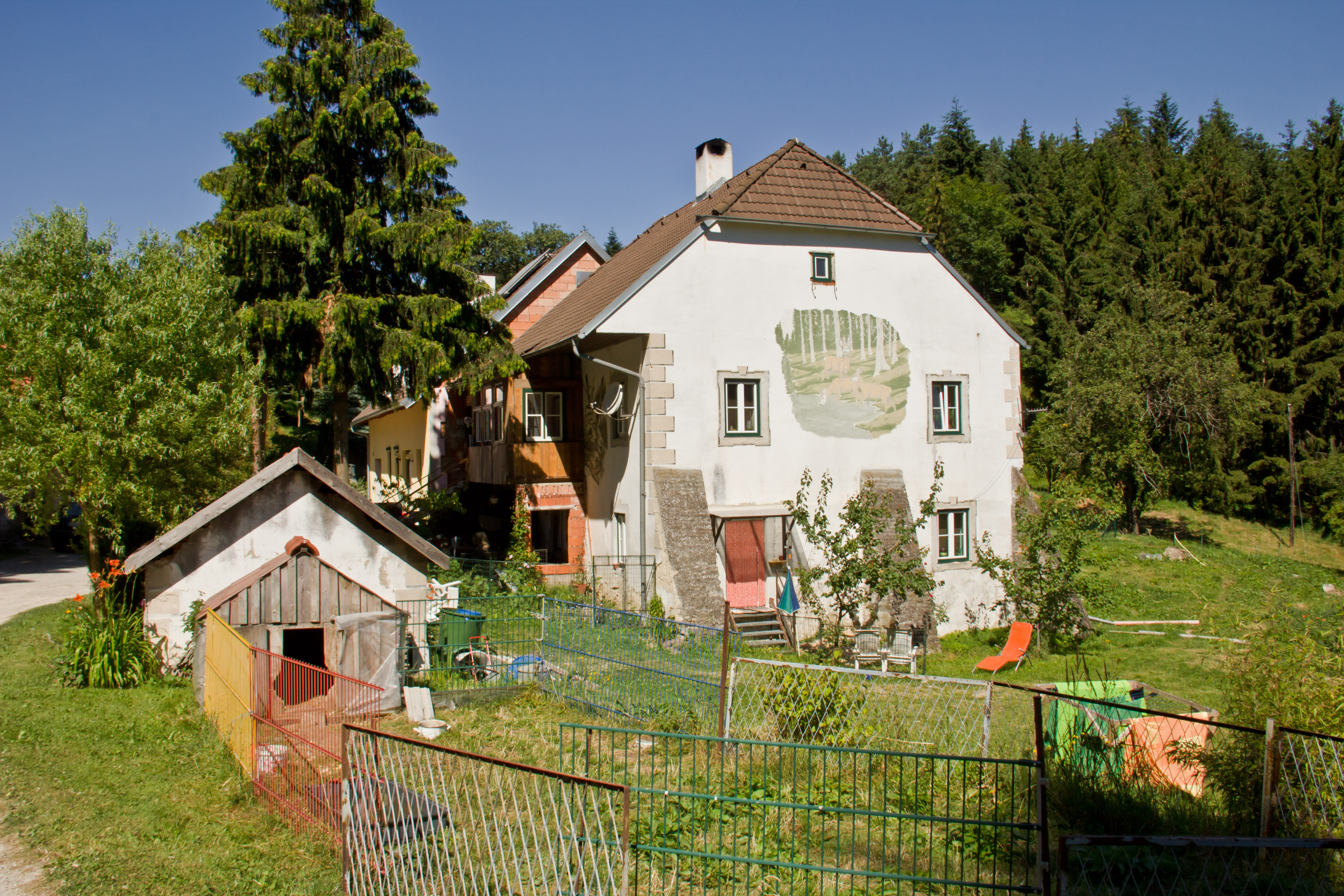
Schiltingeramt
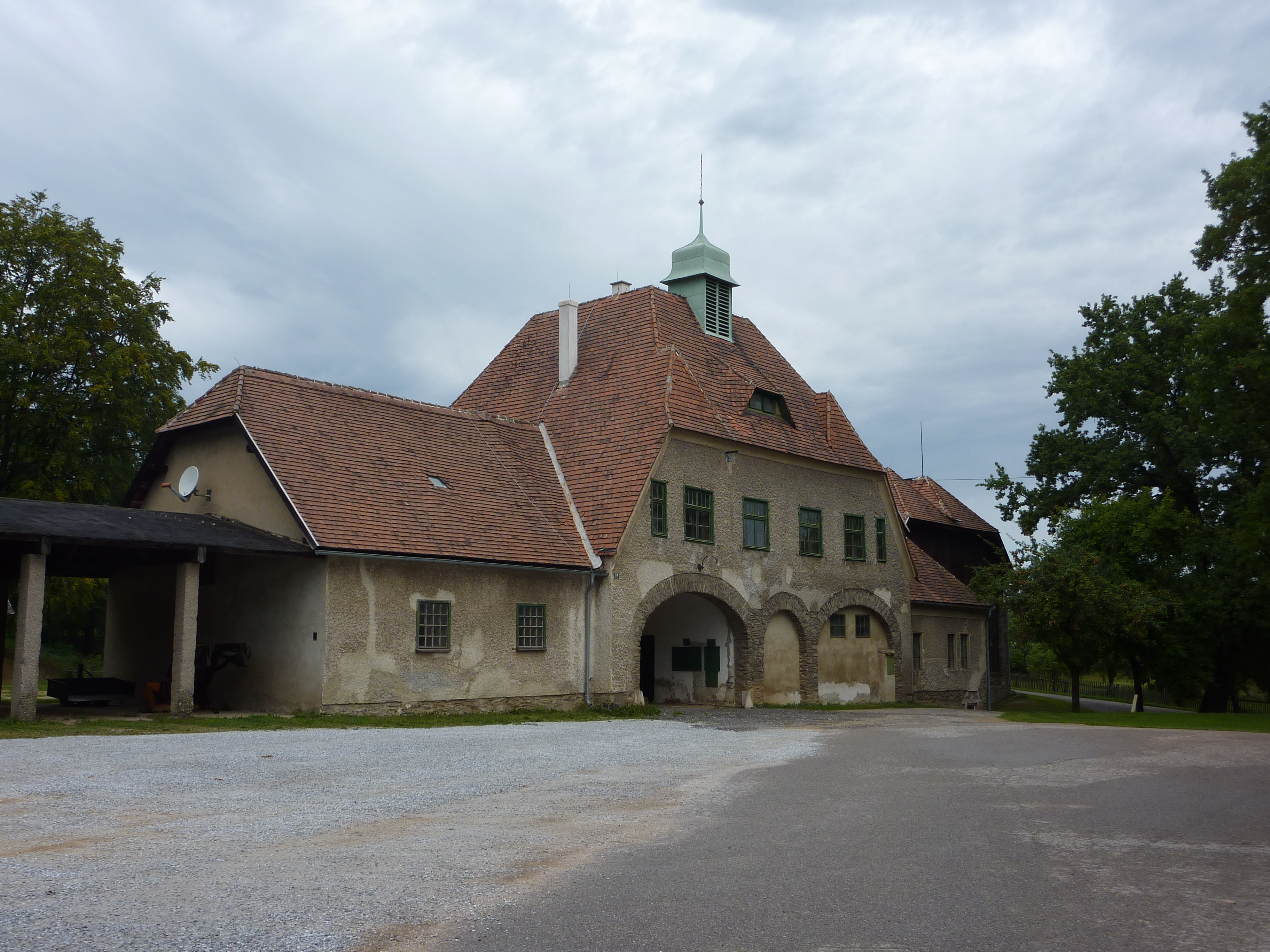
Dům kočího v Jaidhofu